# Джанини
Жоржи Джанини Тавариш Семеду (порт. Jorge Djaniny Tavares Semedo; род. 21 марта 1991[…], Санта-Круз, острова Сотовенту) — кабо-вердианский футболист, нападающий клуба «Аль-Фатех» и сборной Кабо-Верде.

## Клубная карьера
Джанини родился в Кабо-Верде и в 18 лет переехал в Португалию. Он начал выступать в одной из региональных лиг и за два сезона забил 50 голов. В 2009 году его пригласила команда высшего дивизиона «Униан Лейрия». 21 августа в матче против «Пасуш де Феррейра» Джанини дебютировал в Сангриш-лиге. 30 октября в поединке против «Витории Сетубал» он забил свой первый гол за команду. По окончании сезона Джанни договорился с резервной командой лиссабонской «Бенфики», но после двух матчей был отдан в аренду в «Ольяненсе».
По окончании сезона Джанини разорвал контракт с резервом «Бенфики» и перешёл в «Насьонал». 17 августа 2013 года в матче против «Эшторила» он дебютировал за новую команду. В этом же поединке он забил свой первый гол за новый клуб. Летом 2014 года Джанини перешёл в мексиканский «Сантос Лагуна». Сумма трансфера составила 2 млн евро. 20 июля в матче против «Веракрус» он дебютировал в Лиге MX, заменив в конце поединка Хавьера Ороско. 10 августа в поединке против «Керетаро» Джанини забил свой первый гол за «Сантос». В 2015 году он помог команде выиграть чемпионат.
В матчах Лиги чемпионов КОНКАКАФ 2015/2016 против тринидадского «Дабл-Ю Коннекшн», коста-риканской «Саприссы» и американского «Лос-Анджелес Гэлакси» Джанини забил 4 гола. В 2018 году Джанини стал лучшим бомбардиром и помог клубу выиграть чемпионат. В поединках против «Лобос БУАП» и «Леона» он сделал по хет-трику.
Летом 2018 года Джанини перешёл в саудовский «Аль-Ахли». 1 сентября 2018 года в матче против «Аль-Таавуна» он дебютировал в чемпионате Саудовской Аравии. 14 сентября в поединке против «Ухуда» Джанини забил свой первый гол за «Аль-Ахли». 11 января 2019 года он забил все голы своей команды, когда они обыграли «Ухуд» 5:1.
4 октября 2020 года Джанини перешёл в «Трабзонспор», заключив с клубом трёхлетний контракт. 17 октября в матче против «Истанбул Башакшехир» он дебютировал в турецкой Суперлиге. 27 января 2021 года он открыл счёт в матче против «Истанбул Башакшехир» в Суперкубке Турции. По итогам сезона 2021/22 Дажнини внес свой вклад в первое за 38 лет чемпионство «Трабзонспора» в Супелиге.
7 сентября 2023 года Джанини подписал двухлетний контракт с аравийским клубом «Аль-Фатех».

## Международная карьера
2 июня 2012 года в товарищеском матче против сборной Сьерра-Леоне Джанини дебютировал за сборную Кабо-Верде. 16 июня в матче отборочного турнира Кубка Африки против сборной Мадагаскара он забил свой первый гол за национальную команду.
В квалификации Джанини отметился пятью мячами и в 2013 году поехал в ЮАР на розыгрыш Кубка африканских наций. На турнире он сыграл в матчах против сборных Анголы и Ганы.
В 2015 году Джанини во второй раз принял участие в Кубке Африке. На турнире в Экваториальной Гвинее он сыграл в против команд Туниса и Замбии.
Джанини значился в заявке сборной на Кубок африканских наций 2021, но перед турниром получил травму и был заменён на Вагнера Гонсалвеша.
Джанини значился в заявке сборной на Кубок африканских наций 2023, но перед турниром получил травму и был заменён на Жилсона Тавареша.

### Голы за сборную Кабо-Верде
| #   | Дата            | Место                                               | Противник             | Счёт | Результат | Соревнование                              |
| --- | --------------- | --------------------------------------------------- | --------------------- | ---- | --------- | ----------------------------------------- |
| 01. | 16 июня 2012    | Эштадиу да Варзеа, Прая, Кабо-Верде                 | Мадагаскар            | 2:0  | 3:1       | Кубок африканских наций 2013 квалификация |
| 02. | 8 сентября 2012 | Эштадиу да Варзеа, Прая, Кабо-Верде                 | Камерун               | 2:0  | 2:0       | Кубок африканских наций 2013 квалификация |
| 03. | 24 марта 2013   | Национальный стадион, Малабо, Экваториальная Гвинея | Экваториальная Гвинея | 1:1  | 3:4       | Кубок африканских наций 2013 квалификация |
| 04. | 24 марта 2013   | Национальный стадион, Малабо, Экваториальная Гвинея | Экваториальная Гвинея | 3:3  | 3:4       | Кубок африканских наций 2013 квалификация |
| 05. | 8 июня 2013     | Национальный стадион, Малабо, Экваториальная Гвинея | Экваториальная Гвинея | 0:2  | 1:2       | Кубок африканских наций 2013 квалификация |
| 06. | 10 января 2015  | Леопольд Сенгор, Дакар, Сенегал                     | Конго                 | 3:2  | 3:2       | Товарищеский матч                         |
| 07. | 8 июня 2015     | Национальный стадион, Прая, Кабо-Верде              | Сан-Томе и Принсипи   | 1:0  | 7:1       | Кубок африканских наций 2017 квалификация |
| 08. | 8 июня 2015     | Национальный стадион, Прая, Кабо-Верде              | Сан-Томе и Принсипи   | 6:1  | 7:1       | Кубок африканских наций 2017 квалификация |
| 09. | 9 сентября 2018 | Стадион Сетсото, Масеру, Лесото                     | Лесото                | 1:1  | 1:1       | Кубок африканских наций 2019 квалификация |

## Достижения
Командные
 «Сантос Лагуна»
- Победитель мексиканской Примеры (2) — Клаусура 2015, Клаусура 2018

 «Трабзонспор»
- Обладатель Суперкубка Турции — 2020

Индивидуальные
- Лучший бомбардир чемпионата Мексики — Клаусура 2018